# Ves lo que quieres ver
Ves lo que quieres ver es el cuarto disco de Bareto. Se lanzó en mayo de 2012. En este caso, contiene canciones cantadas, que incluye las fusiones musicales que ya habían venido tocando, y tocando temática de crítica social. El primer sencillo es Camaleón.
El nuevo álbum marca también la transición de Bareto hacia mercados internacionales y fue acompañado por giras en Japón, Estados Unidos y Brasil.
Además, el grupo participó del Festival 7 Mares en Perú, en el cual el exitoso Manu Chao, ex Mano Negra fue el acto principal.
En setiembre de 2012, la banda lanzó el segundo sencillo, Matagalán, por la que cuenta con la colaboración de Kevin Johansen.
En octubre de 2012, se anuncia que el álbum se encuentra nominado al Grammy Latino por el Mejor empaque.

## Lista de canciones
1. La anestesia
2. Ves lo que quieres ver
3. No hay vuelta atrás
4. Camaleón
5. Baby alpaca
6. Tanto ají
7. Matagalán
8. Óyeme
9. Dónde se van
10. Dime por qué no